# موسيقى وكلمات (فلم)
موسيقى وكلمات هو فيلم أمريكي كوميدي رومانسي, تم إنتاجه عام 2007, كتبه وأخرجه مارك لاورانس, يركز الفيلم على علاقة تنشأ بين موسيقي مشهور سابقاً (عضو في فرقة بوب! التخيلية، وهي مشابهة لفرقة وام!) وكاتبة أغاني طموحة يعملون معاً لإعداد أغنية بوب ناجحة لمغنية بوب مشهورة، الفيلم من بطولة هيو غرانت ودرو باريمور.

## الأدوار الرئيسية
| الممثل          | الدور الرئيسي   |
| --------------- | --------------- |
| هيو غرانت       | ألكس فليتشر     |
| درو باريمور     | صوفي فيشر       |
| براد جاريت      | كريس رايلي      |
| كريستين جونستون | روندا فيشر      |
| هالي بينيت      | كورا كورمان     |
| كامبل سكوت      | سلون كاتس       |
| سكوت بورتر      | كولين ثومبسون   |
| ماثيو موريسون   | مدير أعمال كورا |

## المخرج
مخرج وكاتب العمل مارك لورانس وهو ينتمي لفئة سينما المؤلف، وإن كان شيء يحسب عليه في هذا العمل، فهو ربما لأمور تقنية فنية لم يجتهد كثيراً لها كتواضع الإضاءة والديكور، وحتى تحرير الصوت كان ضعيفاً، ولكن يحسب له البناء الأكثر من موفق لشخصيات الفيلم، وهذا الأمر بدأ ينساه الكثير من أبناء جيله من المخرجين.

## وصلات خارجية
- الموقع الرسمي
- مقالات تستعمل روابط فنية بلا صلة مع ويكي بيانات
- مقابلة مع هيو جرانت ودرو باريمور في About.com